# Motomu Toriyama
Motomu Toriyama (鳥山 求, Toriyama Motomu) est un créateur de jeu vidéo japonais travaillant pour les sociétés Square puis Square Enix. 
Entré chez Square en 1995, il est rapidement intégré à l'équipe de développement de Yoshinori Kitase et travaille en tant que planificateur des évènements, scénariste puis directeur sur plusieurs épisodes de la fameuse série de jeu de rôle Final Fantasy.

## Carrière
Motomu Toriyama entre chez Square en 1995. Il est tout d'abord chargé de la planification des évènements sur le tactical RPG Bahamut Lagoon dirigé par Kazushige Nojima qui vient lui aussi de rentrer dans l'entreprise. Il est ensuite intégré à l'équipe de développement de Final Fantasy VII dirigée par Yoshinori Kitase. Il est une nouvelle fois chargé de la planificateur des événements aux côtés, entre autres, de Kazuhiko Aoki et du scénariste Kazushige Nojima. Sous la production de Hironobu Sakaguchi, il travaille avec des créateurs qui acquerrons plus tard une certaine renommé dans le milieu du jeu vidéo comme le directeur artistique Yusuke Naora ou l'artiste Tetsuya Nomura.
En 1999, il scénarise Racing Lagoon, mélange de jeu de course et de RPG. Ayant gagné la confiance de Yoshinori Kitase, il se voit confier un poste de plus grande envergure sur un très gros projet : Final Fantasy X. Il devient le responsable du déroulement de la partie scénarisée du jeu, sur un scénario de Nojima et une production de Kitase.
Après avoir scénarisé la vidéo dite de L'Éternelle Félicité présente sur le DVD bonus de Final Fantasy X International, il dirige la création de Final Fantasy X-2 toujours en compagnie du scénariste Nojima et du producteur Kitase.
Dès 2004, son équipe s'attelle à la réalisation de Final Fantasy XIII sur PlayStation 2. Cependant, après avoir travaillé sur la démo technique de Final Fantasy VII sur PlayStation 3 à l'occasion de l'E3 2005, il semble clair que revenir sur PlayStation 2 est impossible : Kitase et Toriyama décident donc de faire table rase et de se lancer dans la création de Final Fantasy XIII sur PlayStation 3.

## Travaux
- 1996 : Bahamut Lagoon, story event planner[1]
- 1997 : Final Fantasy VII, planificateur des événements[2]
- 1999 : Racing Lagoon, scénariste
- 2001 : Final Fantasy X, directeur des événements[3]
- 2003 : Final Fantasy X-2, directeur[4]
- 2007 : Final Fantasy XII: Revenant Wings, directeur, scénariste, planificateur des évènements[5]
- 2008 : Final Fantasy Crystal Chronicles: My Life as a King, scénariste
- 2009 : Blood of Bahamut, directeur
- 2009 : Final Fantasy XIII, directeur, scénariste
- 2010 : Front Mission Evolved, scénariste
- 2010 : The 3rd Birthday, scénariste
- 2011 : Final Fantasy XIII-2, directeur, scénariste
- 2013 : Lightning Returns: Final Fantasy XIII, directeur, scénariste
- 2015 : Mobius Final Fantasy, directeur, scénariste
- 2020 : Final Fantasy VII Remake, Co-directeur (Design scénario), parolier
- 2024 : Final Fantasy VII Rebirth, Co-directeur (Design scénario)